# Addio, Napoli!
Pour plus de détails, voir Fiche technique et Distribution.
Addio, Napoli! est un melodramma strappalacrime italien réalisé par Roberto Bianchi Montero et sorti en 1954.

## Fiche technique
- Titre original italien : Addio, Napoli![1],[2]
- Réalisateur : Roberto Bianchi Montero
- Scénario : Enzo Avitabile, Giuseppe Valentini, Edoardo Anton, Ugo Guerra, Mario Pellegrino
- Photographie : Carlo Nebiolo
- Montage : Mario Serandrei
- Musique : Franco Langella
- Décors : Alfredo Montoni, Ivo Battelli (it)
- Maquillage : Oscar Pacelli
- Production : Antonio Ferrigno
- Société de production : Aeffe Cinematografica
- Pays de production :  Italie
- Langue originale : italien
- Format : Noir et blanc - 1,37:1 - Son mono - 35 mm
- Durée : 85 minutes
- Genre : Melodramma strappalacrime
- Dates de sortie :
  - Italie : 7 janvier 1955

## Distribution
- Maria Grazia Francia : Clara
- Tamara Lees : Irene
- Andrea Checchi : Frank
- Leopoldo Valentini : Carmine
- Giorgio De Lullo : Tom
- Charles Fawcett : Charles Burton
- Dante Maggio : Pasquale
- Anna Pretolani : Nunziata
- Virna Lisi : l'amie de Clara (non créditée)
- Vittoria Paoletti : la fille de Clara
- Antonio Corevi :
- Nino Vingelli :
- Mimmo Maggio :
- Pasquale Martino :